# Tilapiini
Die Tilapiini sind eine Tribus der Buntbarsche (Cichlidae), zu der drei Gattungen gezählt werden. Tilapiini-Arten sind in Afrika südlich des Äquators verbreitet. Das Verbreitungsgebiet umfasst drei voneinander getrennte Teile. Das größte Verbreitungsgebiet umfasst das südliche Kongobecken vom Kwango bis zum Luvua, den Mwerusee und den Luapula. Es reicht im Süden vom Kunene über den Okavango und den Sambesi bis zum Limpopo, im Osten zum Malawisee und zum sambischen Bangweulusee. Das Gebiet umfasst auch den Ngamisee südlich des Okavangodeltas, den Guinassee und Otjikotosee, zwei Karstseen im Norden Namibias und die nördlichen Nebenflüsse des Oranje. Ein zweites Gebiet mit Tilapiini-Vorkommen liegt im mittleren Kongobecken (Gattung Congolapia), das dritte und kleinste im Süden Gabuns und der Republik Kongo.

## Merkmale
Diagnostisches Merkmal der Tribus ist die Struktur der Apophyse an der Schädelbasis, die mit den oberen Pharyngealknochen gelenkt. Ihre Facetten werden bei den Tilapiini allein vom Parasphenoid gebildet. Alle Tilapiini sind Substratlaicher.

## Gattungen
Zu den Tilapiini gehören heute nur noch sieben Arten in drei Gattungen, da in der ehemals artenreichen Gattung Tilapia nur noch die vier Arten der Untergattung Tilapia verblieben sind und die übrigen Untergattungen in den Rang selbstständiger Gattungen erhoben und neuen Tribus zugeordnet worden sind.
- Chilochromis (1 Art)
- Congolapia (3 Arten)
- Tilapia (Typusgattung, 4 Arten)

## Äußere Systematik
Die Tilapiini sind die Schwestergruppe der Tribus Steatocranini und stehen mit dieser basal zu der artenreichen East African Radiation der Pseudocrenilabrinae, zu der fast alle Buntbarsche der großen Afrikanischen Seen gehören (siehe hier).